# Jianye
Pour les articles homonymes, voir Jianye (homonymie).
Jianye (chinois traditionnel : 建業 ; pinyin : Jiànyè) ou  Jiankang (chinois : 建康 ; pinyin : Jiànkāng) comme elle fut renommée, fut  successivement la capitale du royaume du Wu entre 229 et 265, puis à nouveau entre 266 et 280, puis celle de la dynastie Jin de l'est de 317 à 420 et enfin celle des différentes dynasties du sud de 420 à 552 et de 557 à 589.  Les ruines des murs de Jianye/Jiankang existent toujours et sont visibles dans la ville sous-provinciale de Nankin.

## Histoire

### Occupations antérieures du site
Selon la légende, Fu Chai, le seigneur du pays de Wu, a fondé le premier site de la ville, Yecheng (冶城) en 495 av. J.-C. En -473, le royaume de Wu est conquis par celui de Yue, qui fonde la ville de Yuecheng (越城) à l'emplacement de Yecheng. En -333, c'est au tour du Yue d'être annexé par le royaume de Chu qui fonde la ville de Jinling Yi (金陵邑) à la place de Yuecheng.

### Jianye
En 229, Sun Quan créa le royaume de Wu en se proclamant empereur au début de la période des Trois Royaumes. Il installa sa capitale juste à côté de Jinling Yi, qui fut rapidement absorbée par le développement de la nouvelle ville : Jianye. La nouvelle cité resta la capitale du Wu pendant toute l'existence du royaume, sauf un court laps de temps entre 265 et 266 où elle perdit ce statut au profit de Wuchang.
Jianye perdit à nouveau son statut de capitale, lorsque la dynastie Jin annexa le royaume de Wu et réunifia la Chine en 280. Cette réunification ne dura qu'un temps, car la Chine sombra dans une guerre civile sanglante après la mort de Sima Yan, le fondateur de la dynastie Jin. À la suite de cette guerre, les Jin furent tellement affaiblis qu'ont eu lieu une série de soulèvements des peuples non chinois qui avaient été asservis au cours des siècles. Incapables de faire face, les Jin perdirent le contrôle du nord et du sud-ouest de la Chine,. Les survivants se replièrent alors dans l'ancien royaume de Wu et l'ancienne cité de Jianye redevient une capitale lors de la fondation des Jin de l'est en 318,.

### Jiankang

Plan schématique de Jiankang sous les dynasties du Sud, d'après les textes de l'époque.

Ancienne, car lorsque les Jin se replient sur le sud-est, la ville a été  renommée Jiankang depuis 313. Les périodes des Jin de l'est et des dynasties du sud, sont synonymes de prospérité pour Jiankang, car elle rivalisait alors avec Luoyang, la grande ville du nord, en termes de population et de commerce. Au cours du VIe siècle, au début de la dynastie Liang, la population de la ville a presque atteint le million d'habitants. À titre de comparaison, à la même époque, la population de Rome est de moins de 100 000 habitants, celle de Constantinople tourne autour de 500 000 habitants, au début du règne de Justinien Ier, tout comme celle de Luoyang. Concernant la population de Chang'an, qui fut un temps l'autre grande ville du nord, elle a subi tellement de dévastations qu'il n'y a pas de données fiables. 

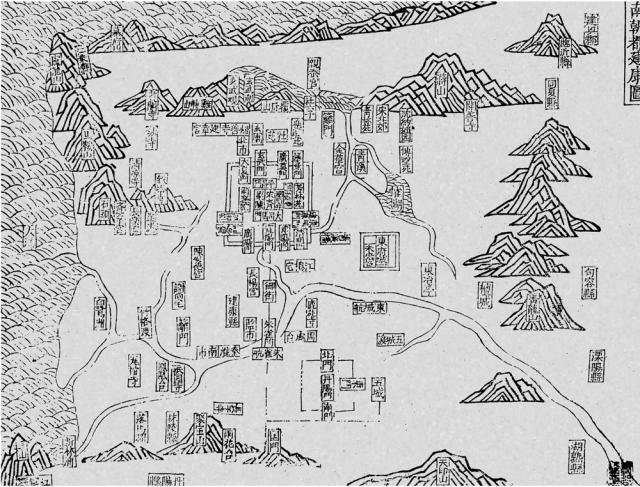
Carte de Jiankang à l'époque des Dynasties du Sud

Cette prospérité prit fin lorsque le général Hou Jing, un général au service des Wei de l'Est qui avait fait défection au profit des Liang, se rebella contre ses nouveaux maitres en 548 et assiégea Jiankang qui tomba l'année suivante. La majeure partie de la population de la ville mourut de faim ou fut tuée lors des combats. Cette guerre dévastatrice marqua la fin de la prospérité de Jiankang. 
La ville se reconstruisit lentement, sans jamais retrouver sa splendeur passée, jusqu'au moment de la chute de la dynastie Chen face aux armées de la dynastie Sui, lorsque cette dernière achève la réunification de la Chine en 589. La ville est alors quasiment rasée et est rebaptisée Jiangzhou (蔣州), avant de devenir la commanderie de Danyang (丹陽郡). La ville redevint prospère sous la dynastie Tang et fut renommée Jinling (金陵). Après la chute des Tang, pendant la période des Cinq Dynasties et des Dix Royaumes, la ville change encore de nom et devient Jiangning (江寧). Durant cette période, elle fut successivement la capitale des royaumes de Wu et des Tang du Sud. En 975, les Tang du Sud furent annexés par les Song du Nord, lors de leur réunification partielle de la Chine. La ville cessa alors d'être une capitale, statut qu'elle retrouva en 1127, lorsque les Song durent se replier vers le sud, après avoir perdu le nord de la Chine, à la suite de leur défaite face aux troupes de la dynastie Jin. La cité reprend alors, pour la dernière fois, le nom de Jiankang.
En 1276, la ville tombe face aux troupes de la dynastie Yuan, trois ans avant la chute définitive de la dynastie Song. Enfin, en 1368, lorsque Zhu Yuanzhang fonde la dynastie Ming, il fit de Jiankang sa capitale et la rebaptisa Nankin, soit littéralement : « capitale du Sud », un nom qu'elle gardera par la suite, même lorsque la capitale fut définitivement transférée à Pékin par Yongle en 1420.

## Six Dynasties

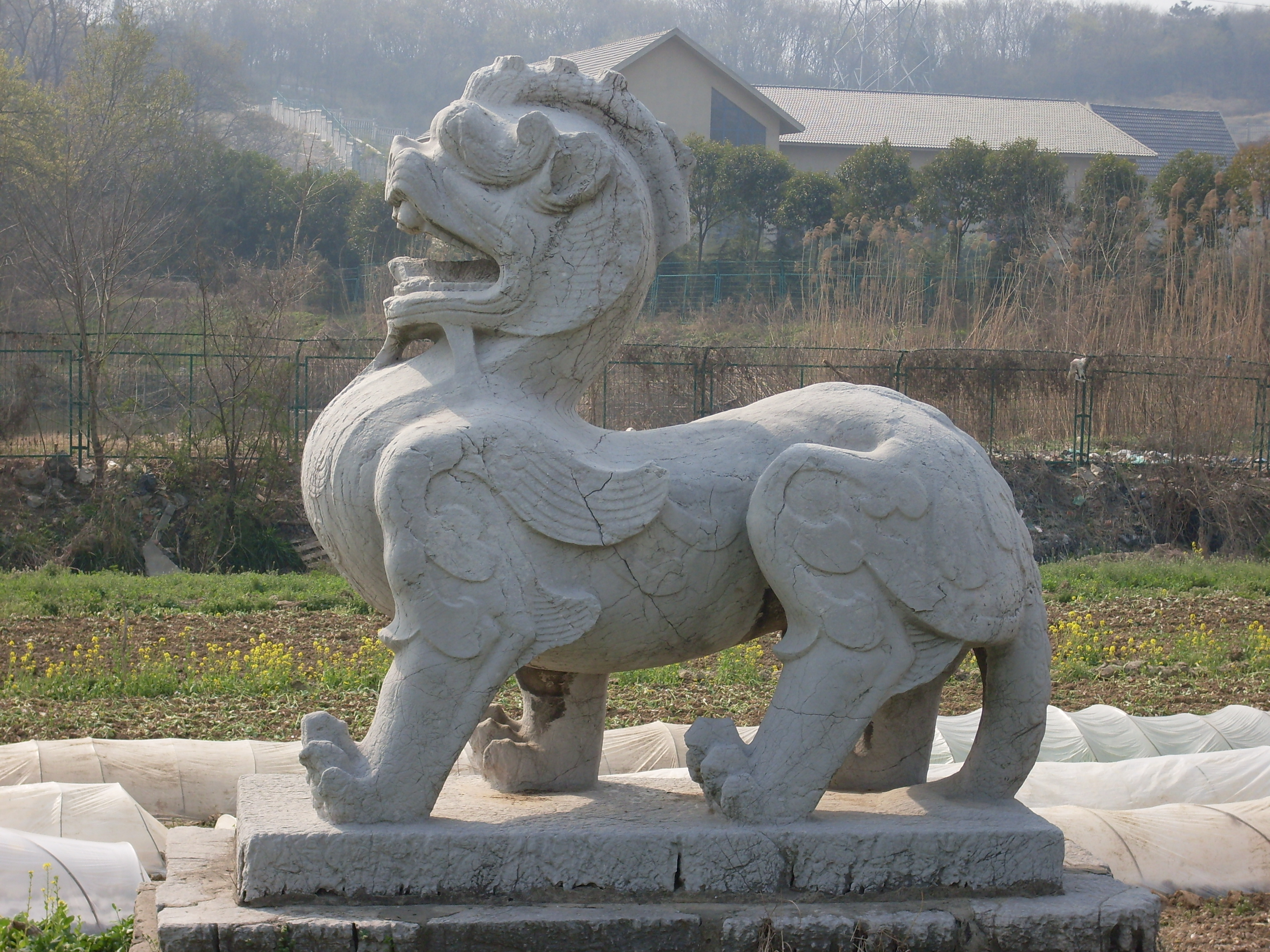
Un qilin gardant la tombe de l'empereur Chen Wendi (559-566), dans la ville-district de Qixia.

L'historien Xu Song (許嵩, Xǔ Sōng), qui vécut sous la dynastie Tang, a créé dans son livre Jiankang Shilu (建康實錄, Jiànkāng Shílù), le terme de "Six Dynasties" pour qualifier la période de division de la Chine qui court de la chute de la dynastie Han à la réunification par les Sui/Tang. Il a choisi ce nom en référence aux six dynasties qui se sont succédé à Jiankang lors de cette période: 
- Royaume de Wu (222–280)
- dynastie Jin de l'Est (317–420)
- dynastie Song du Sud (420–479)
- dynastie Qi du Sud (479–502)
- dynastie Liang (502–557)
- dynastie Chen (557–589)